# Chaetomium spiralotrichum
Chaetomium spiralotrichum är en svampart som beskrevs av Lodha 1964. Chaetomium spiralotrichum ingår i släktet Chaetomium och familjen Chaetomiaceae.   Inga underarter finns listade i Catalogue of Life.